# 阿杜尔河畔卡泽尔
阿杜尔河畔卡泽尔（法語：Cazères-sur-l'Adour，法語發音：[kazɛʁ syʁ laduʁ]）是法国朗德省的一个市镇，属于蒙德马桑区。

## 地理
阿杜尔河畔卡泽尔（43°45'38"N, 0°19'3"W）面积31.25 平方千米，位于法国新阿基坦大区朗德省，该省份为法国西南部沿海省份，是法國本土面积第二大的省，北起吉倫特省，西临大西洋，南至大西洋比利牛斯省，东临热尔省，东北与洛特-加龍省接壤。
与阿杜尔河畔卡泽尔接壤的市镇（或旧市镇、城区）包括：勒乌加、阿杜尔河畔艾尔、博尔代雷和拉芒桑、卡斯唐代、迪奥尔-巴尚、翁唐克斯、吕萨涅、勒南、勒维尼欧。

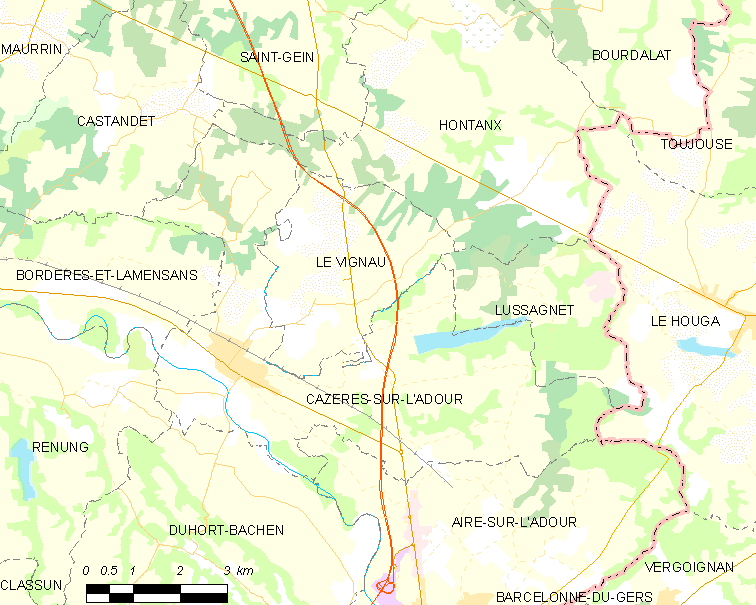
阿杜尔河畔卡泽尔的OSM定位图

阿杜尔河畔卡泽尔的时区为UTC+01:00、UTC+02:00（夏令时）。

## 行政
阿杜尔河畔卡泽尔的邮政编码为40270，INSEE市镇编码为40080。

## 政治
阿杜尔河畔卡泽尔所属的省级选区为阿杜尔-阿马尼亚克县。

## 人口

1962-2008年间阿杜尔河畔卡泽尔人口变化图示

阿杜尔河畔卡泽尔于2022年1月1日时的人口数量为1126人。